# Richard Bergeron (homme politique)
Pour les articles homonymes, voir Richard Bergeron et Bergeron.
 (novembre 2012).
Si vous disposez d'ouvrages ou d'articles de référence ou si vous connaissez des sites web de qualité traitant du thème abordé ici, merci de compléter l'article en donnant les références utiles à sa vérifiabilité et en les liant à la section « Notes et références ».
 (octobre 2017).
Richard Bergeron fut conseiller de ville du district St-Jacques de l'arrondissement Ville-Marie, à Montréal, et membre du comité exécutif de la ville. Il a été chef du parti politique municipal Projet Montréal jusqu'au 27 octobre 2014, où il est remplacé par Luc Ferrandez. À ce titre, il est arrivé troisième avec respectivement 8,53 %, 25,59 % et 26 % aux courses à la mairie de Montréal de 2005, 2009 et 2013, Il a été entre 2005 et 2009 conseiller de la ville de Montréal (arrondissement Plateau-Mont-Royal, district De Lorimier) et membre de la Commission du conseil de la Ville de Montréal sur la mise en valeur du territoire et du patrimoine. Il a été réélu en 2009 au poste de conseiller de la ville de Montréal dans l'arrondissement Plateau-Mont-Royal, mais cette fois dans le district Jeanne-Mance. 
Le 18 novembre 2014, il quitte la chefferie de Projet Montréal et le poste de chef de l'opposition officielle pour siéger comme indépendant à la suite de sa nomination au conseil exécutif du maire Denis Coderre. Le 6 novembre 2016, il annonce qu'il rejoint les rangs du parti du maire, l'Équipe Denis Coderre pour Montréal. Il est battu par Robert Beaudry de Projet Montréal lors de l'élection du 5 novembre 2017.

## Biographie
Né en 1955, à Alma, M. Bergeron est le deuxième d’une famille ouvrière comptant cinq enfants. Il a été docteur en aménagement, auteur, professeur universitaire, conférencier recherché et chef de Projet Montréal. Il a travaillé sur à peu près toutes les composantes du développement urbain, notamment la planification d’ensemble, l’économie immobilière, la gestion des services, l’environnement et les transports. Ses interventions, publications, rapports et conférences font référence en ces domaines. Homme aux multiples facettes, son amour pour sa ville d’adoption l’a amené en politique. Chef de Projet Montréal, il siège depuis 5 ans au conseil municipal de Montréal. En novembre 2009, après une campagne électorale qui s’est conclue avec l’élection de 14 candidats de Projet Montréal, le maire Gérald Tremblay l’a nommé responsable de la mise en valeur du territoire et de l’urbanisme au comité exécutif de la Ville de Montréal. Il siège également au sein du comité exécutif de la Conférence régionale des élus (CRÉ) de Montréal.
En 1975, il arrive à Montréal afin d’y étudier l’architecture à l’Université de Montréal. Pour payer ses études, il travaillera durant cinq années comme chauffeur de taxi, ce qui l’a fait sillonner les divers quartiers de Montréal et découvrir sa ville d’adoption.
En 1981, après avoir pratiqué l’architecture durant deux années, Richard Bergeron commença une maîtrise en urbanisme. Une année plus tard, il interrompait celle-ci le temps de travailler en Guinée-Bissau, en tant que volontaire du Service universitaire canadien outremer (SUCO).
À son retour, en 1983, la maîtrise complétée, il travailla deux ans dans une firme d’urbanistes-conseils.
En 1986, M. Bergeron entreprit un doctorat en aménagement portant sur les politiques urbaines dans les pays en voie de développement, avec étude de cas sur la Côte d'Ivoire. À la même période, il enseigna à l’Institut d’urbanisme. Associé à plusieurs travaux de recherche portant sur les politiques urbaines, sur la gestion des services urbains et sur l’environnement,
il fut amené à voyager dans plusieurs autres pays, dont le Burkina Faso, Haïti et le Maroc.
En 1991, Richard Bergeron a soutenu sa thèse de doctorat et publié son premier livre : L’anti-développement : le prix du libéralisme, chez L’Harmattan, à Paris.
De 1990 à 1992, il fut président de la Fédération des coopératives d’habitation de l’île de Montréal.
En 1992-1993, il occupa un poste de professeur invité à l’Université Laval, au programme de maîtrise Aménagement du territoire et développement régional (ATDR). Ont suivi deux années de recherches sur l’économie du logement, à l’Université de Montréal, ponctuées de nombreuses charges d’enseignement à l’Institut d’urbanisme, ainsi qu’à la maîtrise en sciences de l’environnement de l’Université du Québec à Montréal.
À partir de 1996, M. Bergeron devient consultant du ministère de la Métropole, pour lequel il réalisa une dizaine d’études portant sur le potentiel de redéveloppement des espaces vacants situés en périphérie immédiate des stations du métro de Montréal. Simultanément, il rédigeait Le livre noir de l’automobile, publié en 1999, aux Éditions Hypothèse. Il fut ensuite analyste et rédacteur pour le compte du Groupe de travail sur les transports, du Mécanisme québécois de concertation sur les changements climatiques. Le rapport qui en résulta – Problématique des transports et des changements climatiques au Québec – demeure encore aujourd’hui la référence sur le sujet.
De 2000 à 2005, il exerça la fonction de Responsable des analyses stratégiques à l'Agence métropolitaine de transport (AMT). Durant cette période, il publie deux ouvrages : L’économie de l’automobile au Québec, en novembre 2003, aux Éditions Hypothèse, puis Les Québécois au volant, c'est mortel, en octobre 2005, chez Les Intouchables.
Constatant que l'ultime blocage à la mise en œuvre d'une véritable stratégie de développement urbain équitable et durable est d’ordre politique, Richard Bergeron décidait à l'hiver 2004 de fonder un nouveau parti politique municipal, Projet Montréal. À l'élection de novembre 2005, il fut élu conseiller municipal du district De Lorimier, dans l'arrondissement Plateau-Mont-Royal. Durant les quatre années qui ont suivi, il s'est entièrement consacré d'une part à son rôle d'élu municipal, d'autre part au développement de Projet Montréal. À l'élection du premier novembre 2009, qui l’opposait à deux vieux routiers de la politique, il réalisa une véritable performance en recueillant 26 % des votes à la mairie de Montréal. Il siège depuis lors en tant que chef de la seconde opposition à l’Hôtel de Ville et de conseiller municipal du district Jeanne-Mance. Il a été membre du comité exécutif de la Ville de  Montréal jusqu'au 4 novembre 2010 alors qu'il a dû démissionner en raison de son désaccord sur le réaménagement de l'échangeur Turcot accepté par le comité exécutif.
Richard Bergeron est marié à Amina, d’origine marocaine, et est père de deux enfants, Guillaume et Nadianie.

## Ses actions à titre de chef de Projet Montréal
Le 2 mai 2009, le chef de Projet Montréal a porté plainte à la Sûreté du Québec concernant le contrat des compteurs d'eau et le lien apparent entre celui-ci et la vente du site Contrecœur par la Société d'habitation et de développement de Montréal (SHDM). Il a attiré l’attention de la police sur le rôle qu’ont pu jouer certains élus, hauts fonctionnaires et dirigeants de l’administration en place dans ces dossiers.
Le 10 août 2009, Richard Bergeron a annoncé que l’honorable John Gomery sera le président d’honneur de la campagne de financement de Projet Montréal dans le cadre de l’élection 2009. M. Gomery, juge à la retraite, est connu pour sa présidence de la Commission d'enquête sur le programme de commandites et les activités publicitaires. Le même jour, le chef de Projet Montréal a annoncé cinq mesures prenant effet immédiatement afin de garantir le respect des normes de transparence et d’éthique du parti :
1. Au cours des 48 heures suivant la réception d’un don de plus de 100 $, Projet Montréal publiera le nom du donateur sur son site internet. D’ici à l’élection du 1er novembre, tout citoyen qui le désire pourra donc en tout temps consulter la liste complète des donateurs de plus de 100 $ à Projet Montréal.
2. Pour tout don de 250 $ à 1 000 $, l’agent officiel de Projet Montréal effectuera un suivi auprès du donateur pour s’assurer qu’il s’agit d’un don totalement désintéressé. En cas de doute, le chèque ne sera pas encaissé mais retourné au donateur.
3. Projet Montréal ne tiendra aucune activité de financement dont le coût de participation serait fixé à plus de 100 $.
4. Même si la loi électorale permet à un parti politique municipal de recueillir jusqu’à 20 % du total de ses revenus autonomes sous la forme de dons anonymes, Projet Montréal refusera toute somme supérieure à 25 $ pour laquelle un reçu en bonne et due forme ne serait pas émis.
5. Bien que la loi autorise chaque parti à faire des dépenses électorales totalisant plusieurs millions de dollars, Projet Montréal plafonnera volontairement ses revenus et dépenses de campagne électorale 2009 à 500 000 $.

Par ces mesures qui sont beaucoup plus contraignantes que la loi régissant le financement des partis politiques, Richard Bergeron entend respecter non seulement la lettre mais aussi l’esprit de cette loi et lutter ainsi contre les dérives qui ont marqué la vie politique montréalaise.